# Corringham
Corringham är en ort och civil parish i Storbritannien.   Den ligger i grevskapet Lincolnshire och riksdelen England, i den sydöstra delen av landet, 210 km norr om huvudstaden London. Corringham ligger 20 meter över havet och antalet invånare är 430.
Terrängen runt Corringham är platt, och sluttar västerut. Runt Corringham är det ganska tätbefolkat, med 70 invånare per kvadratkilometer. Närmaste större samhälle är Scunthorpe, 18,9 km norr om Corringham. Trakten runt Corringham består till största delen av jordbruksmark.